# 양자 논리
논리학과 양자역학에서 양자 논리(量子論理, 영어: quantum logic)는 양자역학의 상태 공간의 대수적인 이론을 논리학적으로 해석하는 이론이다. 양자 논리는 고전 논리(불 대수)와 여러 성질들을 공유하지만, 고전 논리의 분배법칙이 양자 논리에서는 일반적으로 성립하지 않는다.

## 전개
양자 논리에서는 양자역학에서의 상태 공간인 힐베르트 공간에 대한 대상들을 논리적인 대상으로 해석한다. 우리가 상태 공간이 {\displaystyle {\mathcal {H}}}인 양자역학으로 기술되는 우주에 살고 있다고 하고, 우리 우주의 현재 상태가 {\displaystyle |\psi \rangle \in {\mathcal {H}}}라고 하자. (복소 위상은 임의로 정할 수 있다.) {\displaystyle V\subset {\mathcal {H}}}가 {\displaystyle {\mathcal {H}}}의 닫힌 부분 벡터 공간이라고 할 때, 이에 대한 사영 연산자
{\displaystyle \pi _{V}(V)=V}
{\displaystyle \pi _{V}(V^{\perp })=\{0\}}
를 정의할 수 있다. 사영 연산자 {\displaystyle \pi _{V}}는 고윳값이 0 또는 1인 에르미트 연산자이며, 따라서 (초선택 규칙을 무시하면) 관측할 수 있다. 그렇다면, 닫힌 부분공간 {\displaystyle V}를 "{\displaystyle \pi _{V}}를 관측하였을 때, 1을 얻을 것이다."라는 꼴의 명제로 해석할 수 있다.
주요 대응되는 대상은 다음과 같다.
| 힐베르트 공간                                              | 논리학                                             |
| ---------------------------------------------------------- | -------------------------------------------------- |
| 닫힌 부분 벡터 공간 {\displaystyle V}                      | 명제 {\displaystyle \phi }                         |
| 힐베르트 공간 전체 {\displaystyle {\mathcal {H}}}          | 참 {\displaystyle \top }                           |
| 0차원 부분공간 {\displaystyle \{0\}}                       | 거짓 {\displaystyle \bot }                         |
| 두 닫힌 부분공간의 합공간 {\displaystyle V\oplus V'}       | 두 명제의 논리합 {\displaystyle \phi \lor \phi '}  |
| 두 닫힌 부분공간의 교집합 {\displaystyle V\cap V'}         | 두 명제의 논리곱 {\displaystyle \phi \land \phi '} |
| 닫힌 부분공간의 직교 여공간 {\displaystyle V^{\perp }}     | 명제의 부정 {\displaystyle \lnot \phi }            |
| 두 닫힌 부분집합의 일치 {\displaystyle V=V'}               | 명제의 동치 {\displaystyle \phi \iff \phi '}       |
| 두 닫힌 부분집합의 포함 관계 {\displaystyle V\subseteq V'} | 명제의 함의 {\displaystyle \phi \implies \phi '}   |
| 두 닫힌 부분집합의 직교 관계 {\displaystyle V\perp V'}     | 두 명제의 독립성 (고전 논리학에 대응하지 않음)     |

이 연산들에 대하여, 주어진 힐베르트 공간 {\displaystyle {\mathcal {H}}}의 닫힌 부분공간들은 격자의 구조를 가지며, 정확히 말하면 직교모듈러격자(영어: orthomodular lattice)의 구조를 만족시킨다. 이 경우, 논리합({\displaystyle \lor })·논리곱({\displaystyle \land })·부정({\displaystyle \lnot }) 연산자들이 양자 논리에서 만족시키는 공리들은 다음과 같다.
- (논리곱의 결합법칙) {\displaystyle \phi \land (\phi \land \psi )\iff (\phi \land \phi )\land \psi }
- (논리합의 결합법칙) {\displaystyle \phi \lor (\phi \lor \psi )\iff (\phi \lor \phi )\lor \psi }
- (논리곱의 교환법칙) {\displaystyle \phi \land \chi \iff \chi \land \phi }
- (논리합의 교환법칙) {\displaystyle \phi \lor \chi \iff \chi \lor \phi }
- (이중 부정의 상쇄) {\displaystyle \lnot \lnot \phi \iff \phi }
- (배중률) {\displaystyle \top \iff \phi \lor \lnot \phi }
- (비모순율) {\displaystyle \bot \iff \phi \land \lnot \phi }
- (드 모르간의 법칙) {\displaystyle \lnot (\phi \land \chi )\iff \lnot \phi \lor \lnot \chi }, {\displaystyle \lnot (\phi \lor \chi )\iff \lnot \phi \land \lnot \chi }
- (논리곱의 흡수법칙) {\displaystyle \top \land \phi \iff \phi }, {\displaystyle \bot \land \phi \iff \bot }
- (논리합의 흡수법칙) {\displaystyle \top \lor \phi \iff \top }, {\displaystyle \bot \lor \phi \iff \phi }

또한, 다음과 같은 추론법이 성립한다. 여기서 {\displaystyle X\vdash Y}는 {\displaystyle X}로부터 {\displaystyle Y}를 유추한다는 뜻이다.
- (대우의 유추) {\displaystyle \phi \implies \chi \vdash \lnot \chi \implies \lnot \phi }
- (직교모듈러성) {\displaystyle \phi \implies \chi \vdash \phi \lor (\lnot \phi \land \chi )\iff \chi }

여기서 함의 관계 {\displaystyle \phi \implies \chi }는 동치 관계를 사용해 {\displaystyle \phi \lor \chi \iff \chi } 또는 {\displaystyle \phi \iff \phi \land \chi }로 정의된다.

## 고전 논리와의 비교
고전 논리에서의 명제들은 불 대수를 이루며, 이는 직교모듈러 격자보다 더 강한 공리들을 만족시킨다. 고전 논리에서 성립하지만, 양자 논리에서 성립하지 않는 주된 공리는 분배법칙이다. 즉, 고전 논리에서는 다음 두 분배법칙이 성립한다.
- (논리곱의 논리합에 대한 분배법칙) {\displaystyle \phi \lor (\chi \land \psi )=(\phi \lor \chi )\land (\phi \lor \psi )}
- (논리합의 논리곱에 대한 분배법칙) {\displaystyle \phi \land (\chi \lor \psi )=(\phi \land \chi )\lor (\phi \land \psi )}

그러나 양자 논리에서는 두 분배법칙이 일반적으로 성립하지 않는다. 예를 들어,
{\displaystyle \phi =\operatorname {Span} \{|1\rangle \}}
{\displaystyle \chi =\operatorname {Span} \{|1\rangle +|2\rangle \}}
{\displaystyle \psi =\operatorname {Span} \{|1\rangle -|2\rangle \}}
일 때,
{\displaystyle \phi \land (\chi \lor \psi )=\phi \neq (\phi \land \chi )\lor (\phi \land \psi )=\bot }
{\displaystyle \phi \lor (\chi \land \psi )=\phi \neq (\phi \lor \chi )\land (\phi \lor \psi )=\top }
이다.
다만, 서로 독립되는 명제들(대응되는 부분집합들이 모두 서로 직교 관계에 있는 경우)의 경우에는 분배법칙을 비롯한 고전 논리 전부가 성립한다.

## 예
양자 논리를 사용하여, 스핀과 같은 양자역학적 현상들을 논리학적으로 서술할 수 있다. 스핀이 ½인 페르미온은 임의의 방향의 스핀 성분을 측정할 때, 항상 {\displaystyle +\hbar /2} 또는 {\displaystyle -\hbar /2}를 얻는다. 이 입자의 힐베르트 공간은
{\displaystyle {\mathcal {H}}=\mathbb {C} ^{2}=\operatorname {Span} \{|1\rangle ,|2\rangle \}}
이다. 이에 대하여, 다음과 같은 명제들을 정의하자. (이들은 파울리 행렬의 고유벡터들이다.)
- {\displaystyle \sigma _{x}}: 스핀의 x성분이 {\displaystyle +\hbar /2}이다. 이 명제는 {\displaystyle \operatorname {Span} \{|1\rangle +|2\rangle \}}에 대응한다.
- {\displaystyle \sigma _{y}}: 스핀의 y성분이 {\displaystyle +\hbar /2}이다. 이 명제는 {\displaystyle \operatorname {Span} \{|1\rangle +i|2\rangle \}}에 대응한다.
- {\displaystyle \sigma _{z}}: 스핀의 z성분이 {\displaystyle +\hbar /2}이다. 이 명제는 {\displaystyle \operatorname {Span} \{|1\rangle \}}에 대응한다.

이들로부터 다음을 유추할 수 있다. {\displaystyle \phi ,\chi \in \{\sigma _{x},\sigma _{y},\sigma _{z},\lnot \sigma _{x},\lnot \sigma _{y},\lnot \sigma _{z}\}}이며 {\displaystyle \phi \neq \chi } 및 {\displaystyle \phi \neq \lnot \chi }라고 하자.
- {\displaystyle \vdash \top \iff \phi \lor \chi }. 즉, 이 6개 명제들 가운데, 서로 다른 방향에 대한 두 명제를 고르면, 그 둘의 논리합은 항상 참이다.
- {\displaystyle \vdash \bot \iff \phi \land \chi }. 즉, 이 6개 명제들 가운데, 서로 다른 방향에 대한 두 명제를 고르면, 그 둘의 논리곱은 항상 거짓이다.
- {\displaystyle \nvdash \phi \implies \chi }. 즉, 서로 다른 방향에 대한 두 명제는 서로를 함의하지 않는다.

물론, 이는 고전 논리에서는 불가능하다.

## 역사
개릿 버코프와 존 폰 노이만이 1936년에 도입하였다. 이후 힐러리 퍼트넘은 1969년 논문 〈논리학은 경험적인가?〉(영어: Is logic empirical?)에서 고전 논리를 대신 양자 논리로 대체하여야 한다고 주장하였다.

## 같이 보기
- 퍼지 논리
- 선형 논리
- 양자역학의 수학 공식화
- 양자 베이즈주의
- 양자장론